# Sakai Yuki (1985)
Yuki Sakai (sinh ngày 28 tháng 6 năm 1985) là một cầu thủ bóng đá người Nhật Bản.

## Sự nghiệp câu lạc bộ
Yuki Sakai đã từng chơi cho Albirex Niigata và Albirex Niigata Singapore.